# Fanni Luzsicza
Fanni Luzsicza (* 3. února 1995 Budapešť) je maďarská fotografka. Její otec, Árpád Luzsicza Lajos, její dědeček, Lajos Luzsicza, a její teta, Ágnes Stiller-Luzsicza, jsou malíři. Její bratranec Attila Baksa-Soós tvoří několik různých uměleckých forem.

## Kariéra
Na harfu začala hrát na maďarské pěvecké škole Zoltána Kodálye jako žákyně Csilly Gulyáse. Vystudovala reformované gymnázium Baár-Madasovo, kde také studovala fotografii. V roce 2010 se zúčastnila kurzu analogové fotografie Budai Rajziskola. V roce 2017 promovala jako fotografická designérka na Umělecké univerzitě Moholy-Nagye. Od roku 2011 vytváří fotografické eseje pro časopis Közösséd Magazinnak.

### Rodina
Její dědeček, Lajos Luzsicza, a jeho otec, Árpád Luzsicza Lajos, a jeho teta, Ágnes Stiller-Luzsicza, jsou malíři. Její matka je Zsuzsa Csenki, zahradní inženýrka. Její bratranec, Attila Baksa-Soós, performer a hudebník.

### Dílo

#### Samostatné výstavy
- "Podívejte, nedívejte se jen" - Buda Reformed Parish (2010)
- "Příbuzní" - Ferenc Kóka Gallery, Budapešť (2011)
- "Vyznání" - Společenský dům, Áporka (2012)
- "Otec a dcera" - Galerie Ól, Dörgicse (2012)
- "Děti" - Den vesnice, Szent Márton-ház, Óbudavár (2013)
- "Výšky-Hloubky" - Dům národnostních menšin, Praha (2015)
- "Koncept" - Buda Reformed Parish (2018)
- "Ties" - Adna Café (2018) [2]

#### Skupinové výstavy
- X. Festival umění mládeže - Společenský dům Bély Kondora (Budapešť, 2010)
- XVII. Národní tiskový festival mládeže - Millenáris Fogadó (Budapešť, 2010)
- XXX. National Youth Media Camp (Balatonfenyves, 2010)
- 7. Mezinárodní výstava fotografií - Dům maďarské kultury (Budapešť, 2010)
- Mezinárodní fotografická soutěž „Hope“ – maďarské filmové divadlo Uránia (Budapešť, 2011)
- "For The Love Of Water" - Comenius Project (Slagelse, Dánsko, 2012, Berlín, Německo, 2012)
- Souborná výstava Asztal Társaság - Galerie Maďarského institutu v Praze (2012)
- Sesterstvo a bratrství - Studentská půjčka - Výstava profesionální malířské, grafické a fotografické soutěže, loď A38, Budapešť (2015)
- Rodina Luzsicza – Galerie Vízivárosi, Budapešť (2015)
- Náš svět, naše důstojnost, naše budoucnost - Institut zahraničního obchodu, Budapešť (2016)
- Puritanus - čisté umění – Galerie Hegyvidék, Budapešť (2017)
- Entrée – pořádá Art Moments Festival a bazar Zámecké zahrady (2017)
- A Matter of Perspective – HybridArt Gallery, Budapešť (2017)
- SUBJECT – Várkert Bazaar, Budapešť (2017)
- Separace – III. Photo Street Festival, Budapešť (2017)

## Ceny a ocenění
- 10. ročník festivalu umění mládeže, Společenský dům Kondora Bély, vítěz fotografické ceny, 2010
- XVII. Národní festival tisku mládeže, fotografická soutěž Studentské novinářské asociace, "studentský fotograf roku" 1. místo, 2010
- XXX. National Youth Media Camp, Asociace studentských novinářů, stipendium pro účast na mediálním kempu, 2010
- 7. Mezinárodní výstava fotografií, Budapešťská odborná škola služeb a řemesel, zvláštní cena, 2010
- Csillagpont Reformed Youth Meeting, stipendijní práce fotožurnalistů, léto 2011
- Mezinárodní fotografická soutěž „Naděje“, Akademie Ference Faludiho, II. cena, 2011
- Comenius Project, - "For the Love Of Water" - Stipendium Evropské unie, Slagelse, Dánsko, 2012